# Zádor-híd és Környéke Természetvédelmi Terület
A Zádor-híd és környéke Karcagtól északkeletre, a Pest-Szolnok-Debrecen közötti egykori postaút mentén található.
A ma már műemlék Zádor-hidat és a környező, 71,5 hektáron elterülő szikes pusztát 1976-ban nyilvánították védetté. A védetté nyilvánítás célja nem csak a kultúrtörténeti értékként is jelentős híd megóvása, hanem a tájra jellemző hagyományos pásztorkodás eredeti környezetben történő bemutatása volt.

## Jellemzője
A védett terület jellemzői a réti „szolonyec” és sztyeppesedő réti szolonyec talajok. A vízrendezések után a terület kiszáradt, ami a talajok tulajdonságának megváltozását eredményezte.

## Története

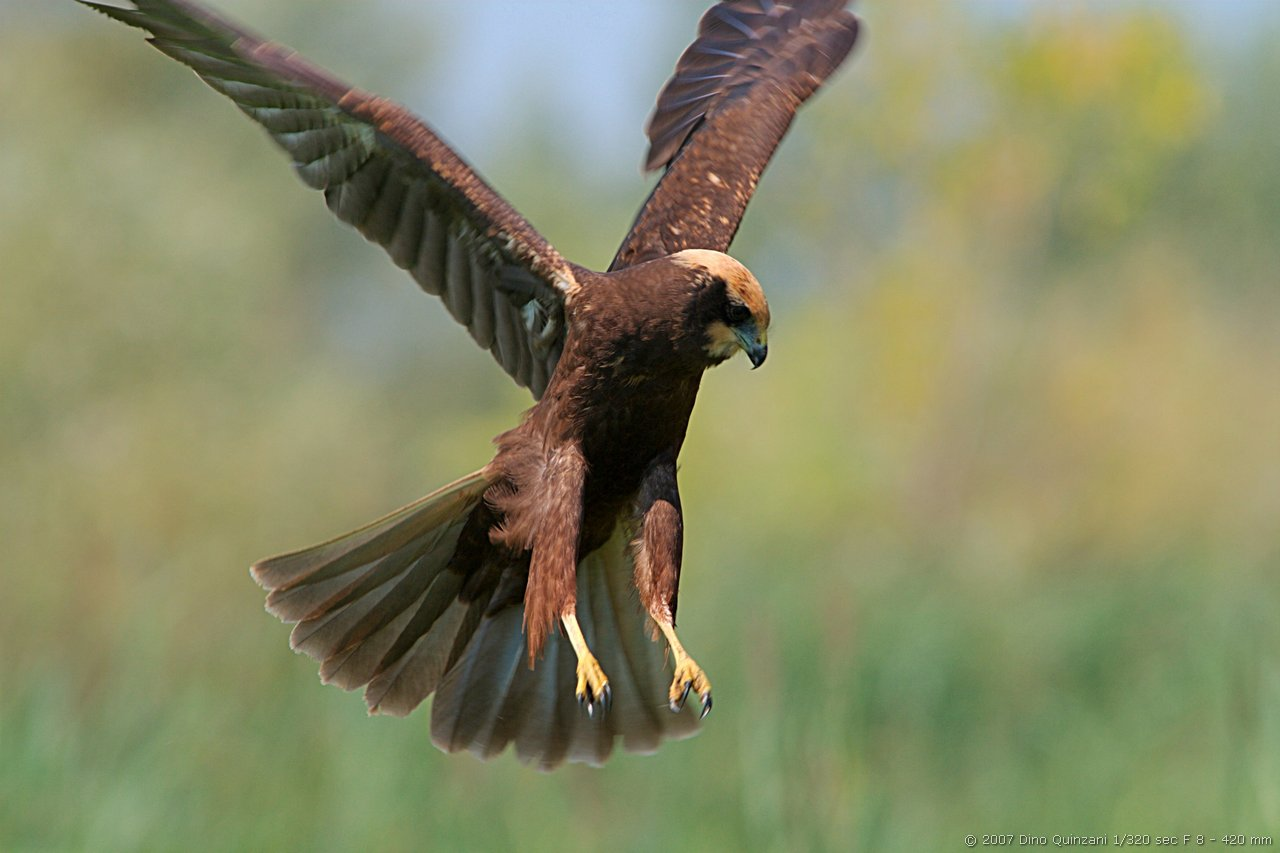
Barna rétihéja (Circus aeruginosus)

Az árvízszabályozások előtt a szeszélyes Zádor-ér látta el vízzel a térség mocsarait. A térségben a közlekedés biztosítása állandó nehézségeket jelentett, ezért 1804-ben Karcag elöljárói a vízfolyáson keresztül a régi töltés helyett olyan állandó kőhíd felállítását látták szükségesnek amely az év minden szakában lehetővé teszi az átjárást.
Az úgynevezett Zádor-híd alapkövét 1806. november 27-én rakták le, és 1809-ben már át is adták a forgalomnak. Az eredetileg kilenclyukú híd az 1833-ban elkészült hortobágyi kőhídhoz is mintaként szolgált. Az elkészült Zádor-híd húsz évig viselte a vizek ostromát, de az 1830-as áradásnak nem tudott ellenállni, az elsodorta két-két szélső pillérjét. A hidat később újjáépítették, mai ötlyukú formáját az újjáépítést követően nyerte el. Az állandó vizek azóta eltűntek, s a híd víz nélkül maradt.
A természetvédelem alatt álló területet pár száz méteres szakaszon a Karcagi-I-es számú belvízcsatorna szeli ketté, mely a műemlék híddal párhuzamosan folyik.

## Növényvilága

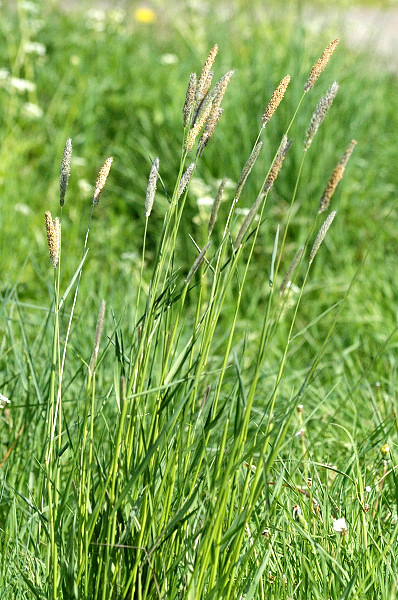
Ecsetpázsit (Alopecurus pratensis)

A táj legjellemzőbbje a cickafarkos- és az ürmös szikes puszta.
A híd közvetlen környezetében, foltokban megtalálható a heverő seprőfű (Kochia prostrata) és a seprűparéj (Bassia sedoides) is. A táj jellemzőjeként az év nagy részében előfordul az üde, nedves foltokon az ecsetpázsitos rét. A környező csatornákban pedig általánosak a keskenylevelű- és széleslevelű gyékény, valamint a nád állományai.

## Állatvilág
A térségben néhány védett és fokozottan védett madárfaj is előfordul. A csatornák és laposok környékén a nagy kócsag, a fehér gólya, és a szürke gém. A közeli szántókon még ma is költ a túzok, de néhány évvel ezelőtt még költött itt a székicsér is. A közeli, Karcagi-I-es számú belvíz csatornában pedig különösen a "vizes években" több helyen megtalálható a mocsári teknős is. A vadászó madarak közül pedig nyaranta gyakran látható a barna rétihéja, egerészölyv, vörös- és kék vércse is.